# Флу, Пер-Эгил
Пер-Эгил Флу (норв. Per-Egil Flo; род. 18 января 1989[…], Стрюн, Согн-ог-Фьюране) — норвежский футболист, защитник клуба «Согндал» и сборной Норвегии.
Пер-Эгил приходится племянником известному норвежскому футболисту Ховарду Флу.

## Клубная карьера
Флу начал профессиональную карьеру в клубе «Согндал». В 2006 году он дебютировал за команду в Суперэттане. Вместе в «Согндалом» Пер-Эгил несколько раз вылетал и возвращался в Типпелигу. Летом 2013 года он перешёл в «Мольде. 27 июля в матче против «Лиллестрёма» Флу дебютировал за новую команду. В первом же сезоне Пер-Эгил стал обладателем Кубка Норвегии. 4 мая 2014 года в поединке против «Русенборга» он забил свой первый гол за «Мольде». В том же сезоне Флу помог команде выиграть чемпионат, а также во второй раз стал обладателем национального кубка.
1 января 2017 года Пер-Эгил перешёл в пражскую «Славию». 18 февраля в матче против «Высочины» он дебютировал в Гамбринус лиге. В своём дебютном сезоне Флу стал чемпионом Чехии.
Летом 2018 года Флу перешёл в швейцарскую «Лозанну». 20 июля в матче против «Кринса» он дебютировал в Челлендж-лиге.

## Международная карьера
В 2011 году в составе молодёжной сборной Норвегии Пер-Эгил принял участие в чемпионате Европы в Дании. На турнире он был запасным и на поле так и не вышел.
27 августа 2014 года в товарищеском матче против сборной ОАЭ Флу дебютировал за сборную Норвегии.

## Статистика

### Матчи Флу за сборную Норвегии
| Матчи Флу за сборную Норвегии | Матчи Флу за сборную Норвегии | Матчи Флу за сборную Норвегии | Матчи Флу за сборную Норвегии | Матчи Флу за сборную Норвегии | Матчи Флу за сборную Норвегии |
| ----------------------------- | ----------------------------- | ----------------------------- | ----------------------------- | ----------------------------- | ----------------------------- |
| №                             | Дата                          | Соперник                      | Счёт                          | Голы Флу                      | Соревнование                  |
| 1                             | 27 августа 2014               | ОАЭ                           | 0:0                           | —                             | Товарищеский матч             |
| 2                             | 3 сентября 2014               | Англия                        | 0:1                           | —                             | Товарищеский матч             |
| 3                             | 9 сентября 2014               | Италия                        | 0:2                           | —                             | Чемпионат Европы 2016 (отбор) |
| 4                             | 12 ноября 2014                | Эстония                       | 0:1                           | —                             | Товарищеский матч             |
| 5                             | 13 июня 2017                  | Швеция                        | 1:1                           | —                             | Товарищеский матч             |

Итого: 5 матчей / 0 голов; 0 побед, 2 ничьи, 3 поражения.

## Достижения
Командные
«Мольде»
- Чемпион Норвегии: 2014
- Обладатель Кубка Норвегии (2): 2013, 2014

«Славия» (Прага)
- Чемпион Чехии: 2016/17
- Обладатель Кубка Чехии: 2017/18

«Лозанна»
- Чемпион Челлендж-лиги: 2019/20